# 戴夫·布鲁贝克

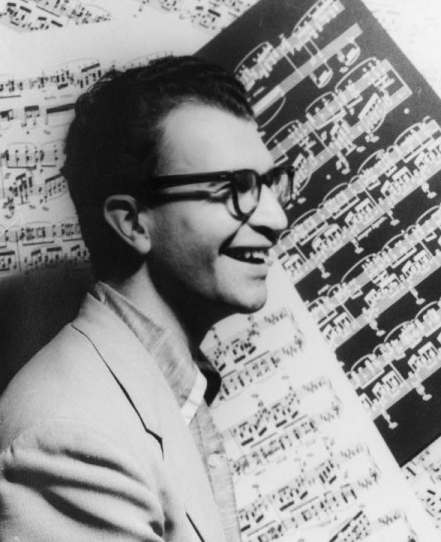
1954年

大衛·華伦·布鲁贝克（英語：David Warren Brubeck，1920年12月6日—2012年12月5日），美国爵士钢琴家、作曲家﹑音樂製作人。他是美国爵士乐先锋，是冷爵士乐最知名的代表人物。二战结束后和中音薩克斯風手保羅·戴斯蒙（Paul Desmond）成立了戴夫·布鲁贝克四人乐队。他们从1950年代开始受到人們的歡迎。很多乐迷相信，樂隊在1959年出版的最著名专辑《Time Out》中的一首单曲《Blue Rondo A La Turk》开创了爵士乐的崭新时代。这首单曲结合了古典音乐、爵士乐等音樂風格，是这张专辑中著名歌曲中的其中一首。

## 生平

### 鋒芒初露
布魯貝克1920年12月6日在加利福尼亞州康科德市出生，他的父親彼得·霍華德“皮特” 布魯貝克（Peter Howard “Pete” Brubeck）是一名牧場主人，而他的母親伊莉莎白·布魯貝克（Elizabeth Brubeck）是一名钢琴家。在青年時期，布魯貝克當初並不打算投身音樂事業。 然而，布魯貝克的母親替他報名了一些鋼琴課程。可惜的是，他因視力障礙，難以閱讀樂譜，但他仍然佯作正常演奏，持續了數年。後來，布魯貝克的鋼琴導師發現他有視力障礙，差點令學院開除布魯貝克的學位。 然而，他的朋友站出來為他辯護，認為他在鋼琴音樂上有超凡的天賦。但學院仍然很擔心布魯貝克的情況，經過一番討論，才承認他的學位資格。
在1942年畢業後，布魯貝克被徵召入伍，在喬治·巴頓上將（George S. Patton）手下的歐洲第三軍團服役。 他自願在紅十字會演出中彈鋼琴； 由於該節目令布魯貝克收獲不少名氣，布魯貝克因而免於服役。 他創立了美國武裝部隊中第一個種族融合的樂隊“The Wolfpack”。在1944年，布魯貝克在軍隊中遇到了戴斯蒙，成為他後來的摰友。

### 巔峰時期

#### 戴夫·布魯貝克四人樂隊
1951年，布魯貝克和戴斯蒙創立了戴夫·布魯貝克四人樂隊(The Dave Brubeck Quartet)。 兩人在舊金山的夜總會駐場，並在各家大學巡迴演出，錄製了一系列的專輯。
1959年，戴夫布魯貝克四人樂隊錄製了其最著名的音樂專輯《Time Out》。這張專輯的特色是每一首單曲都運用了不尋常的拍號，例如是
拍﹑
拍
等，並有各成員的固定和即興部分，非常講求各成員的默契和合作。在《Time Out》推出不久便引起巨大迴響，《Time Out》中的《Take Five》更是现代第一张销量超过百万张的爵士乐單曲，是有史以来销量最高的爵士乐單曲之一。

### 逝世

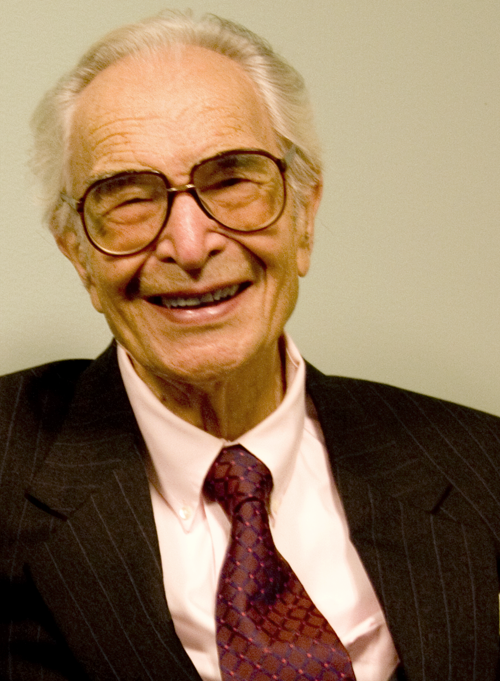
2008年

布魯貝克原本在2012年12月6日舉行92歲生日會。不幸的是，他在2012年12月5日，於他的生日前一天因心臟衰竭去世。 他在兒子達瑞斯·布魯貝克 (Darius Brubeck) 的陪同下度過了最後的時間。為了紀念他，人們將他的家鄉加利福尼亞州康科德的一處公園命名為“戴夫·布魯貝克公園”（Dave Brubeck Park）。 康科德議員丹·赫利克斯 (Dan Helix) 愉快地回憶了他在公園的一場表演，他說：“戴夫·布魯貝克將一直和我們在一起，因為他的音樂永遠不會被磨滅
。”群眾在2013年5月為布魯貝克舉行了追悼會。布魯貝克被安葬在康涅狄格州雷丁的烏帕瓦格公墓。